# ميخائيل مارشال (مدون)
ميخائيل مارشال (بالإنجليزية: Michael Marshall)‏ هو مدون بريطاني، ولد في 13 أغسطس 1983 في بيشوب أوكلاند ‏ في المملكة المتحدة.